# Laccophilus schereri
Laccophilus schereri är en skalbaggsart som beskrevs av Michel Brancucci 1983. Laccophilus schereri ingår i släktet Laccophilus och familjen dykare. Inga underarter finns listade i Catalogue of Life.